# Dschubba
Dschubba (Delta Scorpii, δ Sco) – jedna z jaśniejszych gwiazd w gwiazdozbiorze Skorpiona (wielkość gwiazdowa: 2,32m). Odległa od Słońca o ok. 505 lat świetlnych.

## Nazwa
Tradycyjna nazwa gwiazdy, Dschubba, wywodzi się od arabskiego ‏الجبهة‎ al Jabhah, co oznacza „przód” lub „czoło” (Skorpiona). W XIX-wiecznym katalogu Obserwatorium w Palermo występuje nazwa Iclarkrav, zapewne wywodząca się od arabskiego ‏إكليل العقرب‎ Iklīl al ʽAḳrab, „korona Skorpiona”. Międzynarodowa Unia Astronomiczna formalnie zatwierdziła użycie nazwy Dschubba dla określenia Delta Scorpii A.

## Charakterystyka
Główny składnik to podolbrzym reprezentujący typ widmowy B0,3. Gwiazda bardzo szybko obraca się wokół osi, należy ona do gwiazd zmiennych typu Gamma Cassiopeiae. Od roku 2000 obserwowano zmiany jasności Dschubby, o wartości kilku dziesiątych magnitudo. Zmiany jasności spowodowane są wyrzucaniem jasno świecącego gazu z obszarów równikowych gwiazdy. Na przełomie 2003 i 2004 osiągnęła ona najwyższą jasność, ustępując w swoim gwiazdozbiorze tylko Antaresowi.
Wokół Dschubby krąży druga gwiazda, tworząc z nią układ spektroskopowo podwójny. Ma ona wielkość gwiazdową 5,0m. Gwiazdy okrążają wspólny środek masy co 20 dni, dzieli je odległość podobna do odległości Słońce–Merkury (~0,4 au). Trzeci składnik układu to gwiazda typu widmowego B, podobnie jak główna gwiazda, choć świeci ona od niej słabiej, ma wielkość gwiazdową 3,3m. Składnik ten krąży wokół Dschubby po bardzo wydłużonej orbicie o okresie 10,8 lat. Pojaśnienie gwiazdy nastąpiło po przejściu drugiego składnika przez peryastron orbity, najbliżej Dschubby; w wyniku oddziaływania grawitacyjnego mniejszego składnika doszło do transferu masy w układzie. Łączną masę tego układu szacuje się na 27,7 ± 10 M☉.
Czwarty składnik (4,9m) znajduje się 0,186 sekundy kątowej od Dschubby, dwukrotnie dalej niż średnia odległość trzeciego.